# Bad Roads
Bad Roads (em russo:  Плохие дороги, transl. Plokhiye dorogi) é um filme de drama ucraniano em língua russa dirigido por Nataliia Vorozhbyt e lançado em 2020. A sua estreia mundial ocorreu a 3 de Setembro de 2020 na 35.ª Semana Internacional da Crítica de Veneza, onde foi exibido em competição. Em Setembro de 2021 foi seleccionado como a entrada ucraniana para a Melhor Longa-Metragem Internacional no 94.º Óscar.

## Enredo
Quatro contos passam-se ao longo das estradas de Donbass durante a guerra. Não há espaços seguros e ninguém pode entender o que está a acontecer. Mesmo presos no caos, alguns conseguem exercer autoridade sobre outros. Mas neste mundo, onde o amanhã pode nunca chegar, nem todos estão indefesos e miseráveis. Mesmo as vítimas mais inocentes podem ter a sua oportunidade de assumir o comando.

## Elenco
Elenco de topo do filme:
- Zoya Baranovska - jovem mulher
- Maryna Klimova - jornalista
- Anna Zhuravska - jovem rapariga
- Ihor Koltovskyy - director da escola
- Andriy Lelyukh - comandante